# Curtefranca rosso
Il Curtefranca rosso è un vino DOC la cui produzione è consentita nella provincia di Brescia.
Curtefranca è la denominazione che dal 2008 ha preso il posto di Terre di Franciacorta.

## Caratteristiche organolettiche
- colore: rosso vivo con riflessi rubino brillanti.
- odore: fruttato caratteristico, eventualmente erbaceo.
- sapore: di medio corpo, asciutto, vinoso, armonico.

## Storia
Fino al 1995 il nome del vino era Franciacorta rosso, un DOC la cui produzione era consentita nella provincia di Brescia.
Più esattamente, Franciacorta rosso era una delle due designazioni previste dal disciplinare del 1967 che istituì la denominazione Franciacorta la quale, dal 1995, è divenuta DOCG specifica solo per lo spumante a metodo classico. La designazione non esiste più dal 1995 in quanto confluì nella DOC Terre di Franciacorta (tipologia "rosso") nata appunto nel 1995 con lo sdoppiamento delle due tipologie di vino (il solo metodo classico, Franciacorta DOCG, e la tipologia fermo, Terre di Franciacorta DOC).
Dal 2008 la DOC Terre di Franciacorta si chiama Curtefranca e, in pratica, il vecchio Franciacorta rosso è ora assimilabile al Curtefranca rosso.

## Abbinamenti consigliati
Risotto porri e gorgonzola

## Produzione
Provincia, stagione, volume in ettolitri
- nessun dato disponibile